# Fandriana

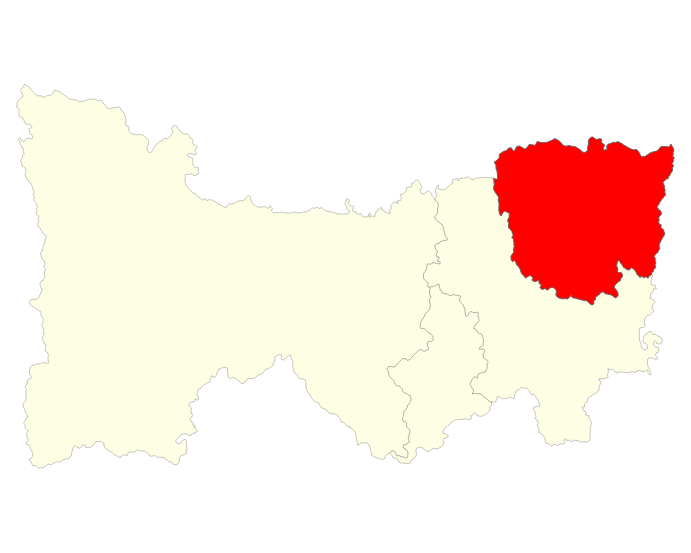
Districte de Fandriana.

Fandriana és una ciutat i comuna malgaix situada a les Terres altes centrals de Madagascar, que pertany al districte de Fandriana, dins la regió d'Amoron'i Mania. Segons el cens de 2001, la comuna tenia 29.000 habitants.
La ciutat ofereix educació primaria i secundària tant a nivell de primer cicle com de segon cicle, i serveis hospitalaris. És també un indret on és present la mineria a escala industrial. L'agricultura i la ramaderia donen feina al 45% i 35% de la població activa. El cultiu més important és l'arròs, mentre que altres productes són la mandioca i el moniato. La indústria i els serveis proporcionen feina al 5% i al 15% de la població, respectivament.